# Coleoxestia diamantina
Coleoxestia diamantina es una especie de escarabajo longicornio del género Coleoxestia, tribu Cerambycini, subfamilia Cerambycinae. Fue descrita científicamente por Nascimento & Santos-Silva en 2018.

## Descripción
Mide 24,6 milímetros de longitud.

## Distribución
Se distribuye por Brasil.